# Катастрофа L-188 на Гуаме
Катастрофа L-188 на Гуаме — авиационная катастрофа, произошедшая в пятницу 4 июня 1976 года на острове Гуам (Марианские острова). Авиалайнер Lockheed L-188A Electra филиппинской авиакомпании Air Manila International выполнял грузопассажирский рейс UM-702 в Манилу (Филиппины), но после взлёта рухнул на шоссе и разрушился, при этом погибли 46 человек, в том числе 1 на земле.
Убыток составил более 10 000 000 долларов США.

## Самолёт
Lockheed L-188A Electra с заводским номером 1007 выпустили в 1958 году, а 8 октября передали заказчику — американской авиакомпании Eastern Air Lines (EAL), в которой получил регистрационный номер N5502. В EAL он проработал 13 лет, после чего 30 ноября 1972 года был продан филиппинской авиакомпании Air Manila International (Air Manila или AMI), где 1 декабря получил новый бортовой номер PI-C1061. В июне 1974 года прошёл перерегистрацию, в результате которой регистрационный номер сменился на RP-C1061.
Общая наработка борта RP-C1061 на день катастрофы составляла 22 895 часов, в том числе 6394 часа в авиакомпании Air Manila International. На нём были установлены четыре турбовинтовых двигателя Allison 501-D13, оборудованных воздушными винтами Aeroproducts A6441.
| №               | Заводской номер | Наработка, часы | Наработка, часы |
| №               | Заводской номер | КР              | СНЭ             |
| Двигатели       | Двигатели       | Двигатели       | Двигатели       |
| --------------- | --------------- | --------------- | --------------- |
| 1               | 500905          | 7440            | неизвестно      |
| 2               | 500787          | 3879            | неизвестно      |
| 3               | 501063          | 1084            | 20 419          |
| 4               | 501092          | 3975            | неизвестно      |
| Воздушные винты |                 |                 |                 |
| 1               | P1092           | 829             | 3736            |
| 2               | P254            | 1583            | 24 499          |
| 3               | P081            | 1139            | 23 167          |
| 4               | P135            | 40              | неизвестно      |

Максимальный взлётный вес самолёта составлял 113 000 фунтов (51 260 кг), а максимальный посадочный — 95 650 фунтов (43 390 кг). Для аэродрома Агана, из которого выполнялся роковой рейс, максимальный вес при взлёте без закрылков был определён как 85 000 фунтов (38 560 кг).

## Экипаж
Состав экипажа рейса UM-702 был таким:
- Командир воздушного судна (КВС) — 46-летний Роберто Хавалева (англ. Roberto Javaleva). В авиакомпании Air Manila International с 16 сентября 1964 года (проработал в ней 11 лет и 8 месяцев), 18 декабря 1971 года получил квалификацию командира самолёта L-188. Его общий налёт составлял 10 016 часов, в том числе 2422 часа 45 минут в должности командира L-188. Налёт за последние 90, 30 дней и 24 часа соответственно 153 часа 35 минут, 62 часа 40 минут и 0 часов[5].
- Второй пилот — 40-летний Эрнесто Насион (англ. Ernesto Nacion). В авиакомпании Air Manila International с 17 апреля 1968 года (проработал в ней 8 лет и 1 месяц), 10 марта 1975 года получил квалификацию резервного командира самолёта L-188. Его общий налёт составлял 8906 часов 44 минуты, в том числе 2037 часов 21 минута на L-188. Налёт за последние 90, 30 дней и 24 часа соответственно 125 часов 20 минут, 58 часов 30 минут и 0 часов[6].
- Штурман — 46-летний Ромео Альмарио (англ. Romeo Almario). В авиакомпании Air Manila International с 31 марта 1976 года (проработал в ней 2 месяца)[7].
- Бортинженер — 32-летний Йохнстан Явалева (англ. Johnsthan Javaleva). В авиакомпании Air Manila International с 28 февраля 1969 года (проработал в ней 7 лет и 3 месяца), 27 ноября 1974 года получил квалификацию бортинженера самолёта L-188. Его общий налёт составлял 5593 часа 17 минут, в том числе 193 часа 25 минут на L-188. Налёт за последние 90, 30 дней и 24 часа соответственно 156 часов 20 минут, 64 часа 50 минут и 1 час 5 минут[6].
- Сменный второй пилот — 33-летний Сальвадор Белло (англ. Salvador Bello). В авиакомпании Air Manila International с 1 февраля 1970 года (проработал в ней 6 лет и 4 месяца), имел квалификацию пилота и бортинженера, а 24 сентября 1974 года получил квалификацию второго пилота самолёта L-188. Его общий налёт составлял 6051 час 50 минут, в том числе 81 час 18 минут на L-188. Налёт за последние 90, 30 дней и 24 часа соответственно 125 часов 20 минут, 58 часов 30 минут и 1 час 5 минут[6][7].

Также в состав экипажа входили 2 техника, 1 мастер погрузки и 4 бортпроводника.

## Хронология событий

### Полёт к Гуаму
Самолёт выполнял чартерный грузопассажирский рейс UM-702 по доставке персонала и оборудования с острова Уэйк (США) в Манилу (Филиппины) с промежуточной посадкой в Агане (Гуам). 3 июня в 21:09 рейс 702 вылетел с Уэйка.
На подходе к Гуаму экипаж связался с офисом авиакомпании Pan American (выполняла обслуживание самолётов авиакомпании Air Manila International, в том числе выдачу прогнозов погоды) и сообщил, что скоро выполнит посадку, а самолёту требуется обслуживание. Что за проблемы на борту, экипаж никому не сообщал, в том числе диспетчерским центрам на Гонолулу и в Агане.

### Стоянка в Агане
В 02:11 4 июня самолёт приземлился в Агане, где встал у терминала, а экипаж сообщил, что зафлюгирован воздушный винт № 2 (левый внутренний). После выгрузки пассажиров «Локхид» был отведён и припаркован в северной части перрона. Техники авиакомпании Pan American предложили свои услуги, но оба техника из экипажа рейса 702 ответили отказом, после чего самостоятельно приступили к ремонту. По свидетельствам очевидцев, техники на втором двигателе открыли панель размерами 10×15 дюймов (25×38 см), расположенную позади воздушного винта, после чего заглянув внутрь заметили: Здесь сухо. Далее они взяли канистру CAL-TEX, объёмом 5 галлонов, после чего сперва залили в самолёт около галлона жидкости, а затем ещё раз. После этого один из техников пошёл в кабину, откуда несколько раз задействовал флюгирование винта. Лопасти вращались нормально, поэтому панель закрыли. Также один из работников обслуживающего персонала заметил, как перед запуском двигателей близ задней кухни техник из экипажа проводил замену коврового покрытия, хотя заявки на это не было.
Пока техники занимались вторым двигателем, наземный персонал заправил самолёт. По расчётам в баках оставалось ещё чуть больше 1000 фунтов (450 кг) топлива марки JP-4 (при вылете из Уэка — около 21 000 фунтов (9500 кг); расчётный расход топлива до Гуама — 19 930 фунтов (9040 кг)), а в Агане залили ещё примерно 23 600 фунтов (10 700 кг) авиакеросина типа A1, который совместим с JP-4. После завершения всех необходимых работ, в салон сели 33 пассажира — филиппинские рабочие, работавшие по контракту, в том числе 9 — в Федеральном управлении гражданской авиации США. Экипаж нормально запустил все четыре двигателя. Общий вес авиалайнера по оценке составлял 111 600 фунтов (50 620 кг), что находилось в пределах допустимого.

### Взлёт, катастрофа
Погодные условия в это время, согласно данным на 05:00 GMT, были хорошие: переменная облачность на высотах 1800 футов (550 м) и 20 000 футов (6100 м), видимость 7 миль (11 км), температура воздуха 87 °F (31 °C), точка росы 72 °F (22 °C), ветер 120° 8 узлов, давление аэродрома 29,82 дюйма (757 мм) рт. ст.. На севере и востоке от аэропорта наблюдались кучево-дождевые облака, которые продвигались на запад. Рейс 702 проследовал к концу полосы «6 левая» (6L) длиной 10 015 футов (3053 м), после чего с правым поворотом вырулил на неё. Согласно показаниям очевидцев, лайнер пробежал по полосе около 7500 футов (2300 м), прежде чем поднялся в воздух.
Однако уже во время пробега, либо по его завершении, свидетели увидели, что зафлюгировался воздушный винт № 3 (правый внутренний), а один очевидец даже услышал, как поменялся шум работы винтов. Поднявшись за 22 секунды до 100 футов (30 м), лайнер стал заваливаться вправо, потеряв боковую устойчивость, при этом нос круто задрался вверх. Быстро теряя высоту, рейс UM-702 спустя ещё 8 секунд на высоте 390 футов (120 м) над уровнем моря ударился хвостом о возвышенность на удалении около 4300 футов (1300 м) от торца полосы, после чего, промчавшись по ней 220 футов (67 м), врезался в насыпь высотой 13 футов (4,0 м), а потом снёс ограждение аэропорта. Далее лайнер пересёк шоссе, сбив при этом пикап, который сразу взорвался, после чего в 04:47:48 упал на открытом пространстве между жилых районов и на удалении 4900 футов (1500 м) от полосы (13°29,50′ с. ш. 144°49′ в. д., высота 390 футов (120 м) над уровнем моря).

Мы увидели горящий самолёт и всё, о чём мы могли думать — бежать..Оригинальный текст (англ.)We saw the airplane on fire and all we could think of was to run.
— 11-летний Дуэйн Феджерэйн (англ. Dwayne Fejerane)

### Спасательные работы
Как впоследствии показала патологоанатомическая экспертиза, большинство людей на борту при ударе получили травмы, из-за которых 10 пассажиров и 6 членов экипажа погибли сразу. Возникший на месте падения мощный пожар сразу охватил авиалайнер. В 04:53 к месту катастрофы прибыли первые спасательные расчёты, а в 04:55 прибыл первый пожарный автомобиль. Пожарные расчёты аэропорта приехали с задержкой, так как на воротах из аэропорта сменили замок, а ключи ещё не всем раздали, поэтому в данной ситуации пришлось эти ворота сносить. Но когда пожар был взят под контроль, спасать уже было некого, так как все те, кто ещё оставался в живых на борту, позже задохнулись в дыму, либо сгорели в огне.
Все находившиеся в самолёте 12 членов экипажа и 33 пассажира погибли. 46-й жертвой стал водитель сбитого автомобиля. Кроме того, на земле были ранены обломками и получили ожоги от пожара мать с сыном, но они оба выжили.
По масштабам на момент событий эта авиакатастрофа занимала второе место на Гуаме, после катастрофы американского Douglas DC-6 в 1960 году (80 погибших).

## Расследование

### Изучение обломков
Бортовые самописцы оказались повреждены в пожаре. К тому же фольга в параметрическом самописце перезаписывалась уже пятый раз, поэтому данные разных рейсов накладывались друг на друга, что осложняло их расшифровку.
При ударе о землю хвостом произошло отделение хвостовой части, а при столкновении с препятствиями повредило лопасти воздушных винтов. Шасси при ударе были убраны и зафиксированы, закрылки находились в полётном положении. При изучении силовых установок было определено, что двигатели № 1, 2 и 4 работали в момент удара, а у двигателя № 3 воздушный винт находился в зафлюгированном положении. Датчик топлива двигателя № 3 был сильно повреждён в пожаре, а потому нельзя было определить, поступало ли топливо в двигатель. Изучение остальных частей данного двигателя не выявило на них никаких признаков отказа или нарушений в работе. Часть тросов управления данной силовой установки сгорела в пожаре.

### Техническое состояние самолёта
Изучение записей по проверкам показало, что борт RP-C1061 всегда регулярно проходил необходимое техническое обслуживание, которое выполнялось в соответствии с действующими директивами. Всё необходимое оборудование было установлено. За последние четыре рейса до 3 июня по самолёту были следующие замечания.
| Дата      | Неисправность                                                                                   | Что сделано |
| --------- | ----------------------------------------------------------------------------------------------- | --- |
| 24.5.1976 | Нет индикации обратной тяги двигателя № 3                                                       | Найден оборванный провод в патроне лампочки. После подключения проверена работоспособность — O.K.                                                                                               |
| 26.5.1976 | Крутящий момент двигателя № 3 колеблется от 500 фунтов (230 кг)                                 | Очищен штепсельный разъём измерителя крутящего момента, заменены индикаторы № 3 и 4, а также заменён клапан индуктора № 3, застрявший в верхнем положении (!). Проверена работа на земле — O.K. |
| 31.5.1976 | У № 3 мощность скачет при взлёте и в крейсерском полёте                                         | Откалиброваны фазовые индикаторы A и B, а также очищены 5-й, 10-й и 14-й выпускные клапаны. Проверена работа на земле — O.K.                                                                    |
| 2.6.1976  | Проверить характеристики производительности Показания мощности двигателя № 3 всё ещё колеблются | Мощность проверена и откалибрована. Найдена потеря в штепсельном разъёме измерителя крутящего момента; контакты зачищены. При наземном запуске проверены показания — O.K.                       |

Что за отклонения в работе были обнаружены после вылета из Уэйка, точно определить не оказалось возможным, так как бортовой журнал сгорел в катастрофе, а никаких его копий в Гуаме не оставляли и в авиакомпанию не отправляли. Но неисправность была, раз по пути до Гуама экипаж зафлюгировал воздушный винт № 2, а позже техники выполнили ремонт. После завершения обслуживания в аэропорту Агана техники из авиакомпании Pan American спросили у авиатехников из Air Manila International, что за проблемы по работе самолёта, на что им ответили: Пропеллер, но сейчас всё окей. Судя по тому, что неисправность устранили заливкой масла, а после проверили работу системы флюгирорования, наиболее вероятно, что данный отказ был вызван отсутствием масла в механизме регулирования шага винта.
Техническое состояние борта RP-C1061 в момент катастрофы точно определить не удалось, как и нарушения в работе его систем за последние два дня. Однако обращает внимание, что в последнее время участились записи о колебаниях мощности в двигателе № 3. Всё что сделали авиатехники, так это заменили клапан индуктора, однако даже после этого выходная мощность не была стабильной во всех полётах, вплоть до 4 июня. По правилам, если скачут температура на входе газовой турбины, либо выходная мощность, экипаж должен перевести рычаг управления данным двигателем в положение «Малый газ» или «Стоп».

### Тесты
Правила авиакомпании гласили, что если во время взлёта до достижения скорости принятия решения (V1) откажет двигатель, то взлёт надо прерывать, в противном случае взлёт надо продолжать. Но в данном случае командир самолёта мог принять решение продолжать взлёт, понадеявшись на большой запас длины полосы. Безопасная скорость взлёта для самолёта с таким весом и такой же конфигурацией закрылков, как на рейсе 702, была определена в 123 узла. Теперь следователям надо было определить длину полосы, необходимую для безопасного взлёта рейса 702.
Данные были получены как в реальных взлётах, так и путём продувок в аэродинамической трубе, после чего на основании полученных данных производили расчёты для веса самолёта, наклона полосы и погодных условий, которые были на момент происшествия. В итоге получили следующие результаты.
| Скорость                     | Положение закрылков | Дистанция для достижения данной скорости | Дистанция для достижения данной скорости | Дистанция для достижения данной скорости |
| Скорость                     | Положение закрылков | 4 двигателя                              | 3 двигателя                              | 3 двигателя спустя 2000 футов (610 м)    |
| ---------------------------- | ------------------- | ---------------------------------------- | ---------------------------------------- | ---------------------------------------- |
| VR (подъём) (V2−5=118 узлов) | Взлётное            | 3650 футов (1110 м)                      | 6000 футов (1830 м)                      | 4850 футов (1480 м)                      |
| VR (подъём) (V2−5=118 узлов) | Убраны              | 3350 футов (1020 м)                      | 5800 футов (1770 м)                      | 4350 футов (1330 м)                      |
| V2 (отрыв) (123 узла)        | Взлётное            | 4050 футов (1230 м)                      | 6750 футов (2060 м)                      | 5550 футов (1690 м)                      |
| V2 (отрыв) (123 узла)        | Убраны              | 3675 футов (1120 м)                      | 6450 футов (1970 м)                      | 5000 футов (1520 м)                      |
| V2+5 узлов (128 узлов)       | Взлётное            | 4500 футов (1370 м)                      | 7550 футов (2300 м)                      | 6500 футов (1980 м)                      |
| V2+5 узлов (128 узлов)       | Убраны              | 4050 футов (1230 м)                      | 7050 футов (2150 м)                      | 5650 футов (1720 м)                      |

| Скорость                 | Высота           | Конфигурация самолёта (работают 3 двигателя) | Конфигурация самолёта (работают 3 двигателя) | Конфигурация самолёта (работают 3 двигателя) |
| Скорость                 | Высота           | Закрылки выпущены шасси выпущены             | Закрылки выпущены шасси убраны               | Закрылки убраны шасси убраны                 |
| ------------------------ | ---------------- | -------------------------------------------- | -------------------------------------------- | -------------------------------------------- |
| VR (подъём) (V2−5 узлов) | 0 футов (0 м)    | 5,6°                                         | —                                            | —                                            |
| VR (подъём) (V2−5 узлов) | 50 футов (15 м)  | 2,0°                                         | 3,9°                                         | −0,5°                                        |
| VR (подъём) (V2−5 узлов) | 100 футов (30 м) | 1,4°                                         | 3,3°                                         | −1,0°                                        |
| V2                       | 0 футов (0 м)    | 5,6°                                         | —                                            | —                                            |
| V2                       | 50 футов (15 м)  | 2,3°                                         | 4,2°                                         | 2,5°                                         |
| V2                       | 100 футов (30 м) | 1,7°                                         | 3,8°                                         | 2,0°                                         |
| V2+5 узлов               | 0 футов (0 м)    | 5,6°                                         | —                                            | —                                            |
| V2+5 узлов               | 50 футов (15 м)  | 2,5°                                         | 4,6°                                         | 4,1°                                         |
| V2+5 узлов               | 100 футов (30 м) | 2,0°                                         | 4,2°                                         | 3,6°                                         |

Завод-изготовитель предоставил следующие значения по времени работы отдельных систем.
Время уборки шасси
- На скорости V2 (123 узла) — 9,5 секунд;
- На скорости 190 узлов — 9,7 секунд.

Время уборки закрылков
- С максимального положения при скорости 170 узлов — 15,5 секунд;
- Со взлётного положения (78 %) при скорости 190 узлов — 12,5 секунд.

### Анализ данных
Были ли нарушения в работе двигателя № 3 при полёте с Уэйка на Гуам, а если были, то почему экипаж не сообщал об этом, следователи определить не смогли. Но велика вероятность, что во время взлёта произошёл сбой в работе данного двигателя, поэтому экипаж его остановил, при этом воздушный винт был автоматически, либо вручную зафлюгирован, что увидели свидетели. Остановка одной из четырёх силовых установок приводит к снижению общей мощности, поэтому интенсивность разгона снизилась, а самолёту понадобилась большая дистанция для набора скорости, но экипаж принял решение не прерывать взлёт, посчитав, что запас длины полосы позволит его выполнить. Проведённые тесты показали, что самолёту для взлёта на трёх двигателях понадобится примерно 6700 футов, тогда как полоса имела в длину 7500 футов, то есть запас длины действительно был. К тому же на такое решение командира могло повлиять ещё и то обстоятельство, что авиакомпания Air Manila International не имела на Гуаме ремонтной базы, а потому неисправный двигатель можно было починить лишь на Филиппинах. Спустя шесть секунд с момент остановки двигателя рейс 702 поднялся в воздух.
Однако, едва приподнявшись, самолёт вдруг круто задрал нос и начал снижаться. Как показало изучение обломков, в момент удара о землю шасси и закрылки были убраны, то есть самолёт фактически находился уже в полётной конфигурации. Уборка шасси и закрылков позволяет снизить аэродинамическое сопротивление, а значит, быстрее набрать скорость. Однако уборка шасси и закрылков должна выполняться на скорости не ниже минимальной установленной скорости взлёта (V2), так как уборка закрылков снижает подъёмную силу крыла, поэтому и угол подъёма снижается.
На небольшой высоте достаточно велико влияние экранного эффекта, вследствие которого, как показали тесты, от поверхности земли траектория подъёма имеет наклон 5,6°. Обманутый таким быстрым набором высоты экипаж мог начать преждевременную уборку шасси и закрылков, не учтя при этом, что взлёт осуществлялся лишь на трёх двигателях из четырёх. Однако в процессе подъёма экранный эффект пропадает, а значит, снижается и скороподъёмность. Если при этом угол выпуска закрылков меньше установленного для текущей скорости, то авиалайнер начнёт снижаться, последствия чего могут быть катастрофическими. Спасти ситуацию можно было, чуть опустив нос, что позволило бы набрать необходимые несколько узлов, чтобы достичь безопасной скорости взлёта. Однако экипаж, внимание которого было отвлечено на отказавший двигатель, решил сохранить скороподъёмность, для чего, наоборот, поднял нос. Это увеличение угла тангажа приводит к тому, что аэродинамическое сопротивление уже значительно возрастает, а скорость полёта наоборот снижается, что приводит к ещё большему снижению подъёмной силы. Продолжая терять высоту, «Локхид» при пролёте над возвышенностью зацепил деревья и рухнул на землю.

## Причины
1. Члены лётного экипажа имели необходимые сертификаты и квалификацию, в соответствии с инструкциями и требованиями, принятыми в республике Филиппины.
2. Самолёт изначально был зарегистрирован и сертифицирован в США Федеральным управлением гражданской авиации, а после перерегистрирован и пересертифицирован на Филиппинах.
3. Лётную годность борта RP-C1061 определить не удалось.
4. Транспондер самолёта отказал перед вылетом из Манилы и не был отремонтирован.
5. Загруженное на борт топливо представляло собой смесь авиакеросина типов «JP-4» и «Jet A». Это смесь имела низкую температуру воспламенения — 30 °F (−1 °C), — и обладала таким опасным свойством, как быстрое распространение огня.
6. Происшествие способствовало частичному выживанию. 28 человек на борту самолёта пережили момент столкновения с землёй, но не смогли убежать или спастись от быстрого распространяющегося пожара.
7. Борт RP-C1061 вылетел из Манилы с неразрешённой проблемой — пониженной выходной мощностью в силовой установке № 3.
8. Самолёт прибыл на Гуам с зафлюгированным воздушным винтом № 2.
9. Единственной процедурой, выполненной при обслуживании двигателя/воздушного винта № 2, было добавление масла.
10. По наблюдениям очевидцев, все четыре двигателя нормально запустились и продолжали работать, пока самолёт не оторвался от взлётно-посадочной полосы.
11. Перед началом взлёта закрылки были выпущены до взлётного положения.
12. Разгон до скорости взлёта (V2) выполнялся с пониженным ускорением из-за значительного запаса длины полосы.
13. В процессе взлёта зафлюгировался воздушный винт № 3. Это произошло до того, как была достигнута скорость подъёма передней стойки шасси (VR).
14. Запас длины полосы позволял после флюгирования воздушного винта нормально прервать взлёт. Но командир самолёта принял решение продолжать взлёт.
15. Авиалайнер оторвался на удалении 7500 футов (2300 м) от начала полосы и поднялся до примерно 100 футов (30 м).
16. Перед тем, как самолёт достиг максимальной высоты, экипаж убрал шасси и закрылки.
17. «Локхид» не успел разогнаться до скорости, с которой можно было продолжать подъём при конфигурации с убранными закрылками.
18. В верхней точке траектории полёта самолёт высоко задирает нос, что приводит к потере воздушной скорости и поперечной устойчивости.
19. Из-за преждевременной уборки закрылков авиалайнер не успел подняться до необходимой высоты, чтобы безопасно пролететь над окружающей местностью.

Расследование проводил американский Национальный совет по безопасности на транспорте (NTSB), который пришёл к выводу, что виновником катастрофы стал экипаж, который убрал закрылки на слишком низкой высоте, притом, что ещё во время пробега по полосе зафлюгировался воздушный винт № 3. Из-за этого авиалайнер уже не мог продолжать набор высоты и безопасно пролететь над окружающей местностью. Способствовало катастрофе ошибочное решение командира самолёта продолжать взлёт, когда до достижения VR (скорость подъёма передней стойки) произошло флюгирование воздушного винта № 3.
Никаких рекомендаций по предотвращению подобных катастроф в будущем в отчёте NTSB указано не было.

### Комментарии
1. ↑  Здесь и далее по умолчанию указано Среднее время по Гринвичу (GMT).
2. ↑  Разные значения даны для учёта эффекта влияния земли